# Gojko Zec
Gojko Zec, né le 15 septembre 1935 à Orahovica (en Slavonie, en Royaume de Yougoslavie) et mort le 3 novembre 1995 à Luanda en Angola, est un entraîneur de football serbe.

## Biographie
Sans avoir réalisé de carrière notable de footballeur, Gojko Zec réalise une brillante carrière d'entraineur en Yougoslavie. Il dirige notamment l'OFK Belgrade en 1969-1970, le FK Partizan Belgrade de 1970 à fin 1971, le FK Borac Banja Luka en 1972-1973, le FK Vojvodina Novi Sad la saison suivante, le NK Rijeka de 1974 à 1976 puis l'Étoile rouge de Belgrade. Il y remporte le titre de champion en 1977 puis termine à la seconde place la saison suivante, s'affirmant comme un stratège de talent. 
Fort de son titre, il forme en 1977 avec Marko Valok et Stevan Vilotić (en) une commission chargée de diriger la sélection nationale, qui restera en poste pour six rencontres. 
En 1983, il reprend du service à l'Étoile rouge, pendant trois saisons, remportant au passage un nouveau titre de champion en 1984 puis la Coupe de Yougoslavie l'année suivante. En 1986, il manque le titre à la différence de but, pour un but, au profit du FK Partizan Belgrade, après une dernière journée marquée par des résultats controversés. Les suspicions sont telles que le Partizan est privé de son titre par la Fédération, avant de le récupérer en appel devant la justice, faute de preuves.
Il quitte ensuite la Yougoslavie pour Aris Salonique, en Grèce, où il reste un an, puis Al-Ahli Dubaï. En 1992, il part en Angola, un pays en grande instabilité politique où il dirige l'Atlético Petróleos de Luanda, le club le plus populaire du pays, avec lequel il remporte le championnat en 1993 et 1994. 
Zec est assassiné le 3 novembre 1995 chez lui, à Luanda, dans des circonstances sordides et pour une raison restée inconnue.